# Beautiful Day
Beautiful Day ist ein Lied der irischen Rockband U2, das im Oktober 2000 erschien.

## Entstehung und Veröffentlichung
Geschrieben wurde das Lied von den U2-Mitgliedern Adam Clayton, David Evans (The Edge), Paul Hewson (Bono) und Larry Mullen. Für die Produktion zeichneten Brian Eno und Daniel Lanois verantwortlich.
Die Erstveröffentlichung von Beautiful Day erfolgte als Single am 9. Oktober 2000 bei Island Records. Diese erschien als CD-Maxi-Single in zwei verschiedenen Ausführungen. Zum einen erschien eine Maxi-Single mit den B-Seiten Always und Summer Rain (Katalognummer: 562 945-2), zum anderen erschien eine mit Liveversionen zu Discothèque und If You Wear That Velvet Dress, die beim Konzert vom 3. Dezember 1997 im Foro Autodromo in Mexiko-Stadt entstanden sind, als B-Seiten (Katalognummer: CIDX766). Am 30. Oktober 2000 erschien das Lied als Teil von U2s zehnten Studioalbum All That You Can’t Leave Behind (Katalognummer: 548 285-2), dessen erste Singleauskopplung es ist.

## Stil
Wie bei vielen Lieder von All That You Can’t Leave Behind greifen U2 auch hier auf den Klang der Anfangsjahre zurück. Dieser von Edges Gitarre führte zu einigem bandinternen Streit, da es manche Mitglieder zu sehr an vergangene Produktionen erinnerte.

## Kommerzieller Erfolg

### Chartplatzierungen
Beautiful Day avancierte zum Nummer-eins-Hit in Australien, Finnland, Italien, den Niederlanden, Norwegen, Schweden, Spanien und dem Vereinigten Königreich.
| ChartsChartplatzierungen       | Höchstplatzierung | Wochen |
| ------------------------------ | ----------------- | ------ |
| Deutschland (GfK)              | 7 (9 Wo.)         | 9      |
| Österreich (Ö3)                | 7 (9 Wo.)         | 9      |
| Schweiz (IFPI)                 | 6 (20 Wo.)        | 20     |
| Vereinigte Staaten (Billboard) | 21 (25 Wo.)       | 25     |
| Vereinigtes Königreich (OCC)   | 1 (16 Wo.)        | 16     |

| ChartsJahrescharts (2000) | Platzierung |
| ------------------------- | ----------- |
| Schweiz (IFPI)            | 85          |

### Auszeichnungen für Musikverkäufe
| Land/Region                  | Auszeichnungen für Musikverkäufe (Land/Region, Auszeichnung, Verkäufe) | Verkäufe  |
| ---------------------------- | ---------------------------------------------------------------------- | --------- |
| Australien (ARIA)            | Platin                                                                 | 70.000    |
| Brasilien (PMB)              | Platin                                                                 | 60.000    |
| Dänemark (IFPI)              | Gold                                                                   | 45.000    |
| Deutschland (BVMI)           | Gold                                                                   | 250.000   |
| Italien (FIMI)               | Platin                                                                 | 50.000    |
| Neuseeland (RMNZ)            | 2× Platin                                                              | 60.000    |
| Spanien (Promusicae)         | Platin                                                                 | 60.000    |
| Vereinigte Staaten (RIAA)    | Gold                                                                   | 500.000   |
| Vereinigtes Königreich (BPI) | 2× Platin                                                              | 1.200.000 |
| Insgesamt                    | 3× Gold · 8× Platin ·                                                  | 2.295.000 |

Hauptartikel: U2 (Band)/Auszeichnungen für Musikverkäufe